# Sekundærrute 442
Sekundærrute 442 er en rutenummereret landevej i Jylland. Vejen går fra en afkørsel på Midtjyske Motorvej ved Riis, gennem Givskud og rundt om Jelling til Vejle.
1. ↑  Samlet trafik på det rutenummererede vejnet i 2010

| Veje og vejanlæg | Spire Denne artikel om veje eller vejanlæg er en spire som bør udbygges. Du er velkommen til at hjælpe Wikipedia ved at udvide den. |